# Клименко Олена Олександрівна
Олена Олександрівна Климе́нко (нар. 23 вересня 1954, Запоріжжя) — український мистецтвознавець, кандидат мистецтвознавства з 1995 року; член Спілки художників України з 1995 року. Дочка художника Олександра Семенка, сестра художниці Ганни Семенко, мати художника Олександра Клименка.

## Біографія
Народилася 23 вересня 1954 року в місті Запоріжжі (нині Україна). 1977 року закінчила Київський художній інститут, де навчалася зокрема у Платона Білецького, Ганни Заварової, Людмили Міляєвої.
Протягом 1978—1987 років працювала у Державному музеї українського народного декоративного мистецтва у Києві, де з 1979 року була старшим науковим співробітником сектору кераміки; з 1988 року — в Інституті мистецтвознавства, фольклористики та етнології імені Максима Рильського Академії наук Української РСР/України: з 2006 року — науковий співробітник відділу декоративно-прикладного мистецтва. Одночасно з 2006 року викладала в Київському інституті декоративно-прикладного мистецтва і дизайну.
Жила у Києві в будинку на вулиці Серафимовича, № 21, квартира № 2 та у будинку на вулиці Волинській, № 6, квартира № 24.

## Наукова діяльність
Досліджує історію та сучасність гончарства в Україні, теорію народного мистецтва. Серед робіт:
- Народна кераміка Поділля. Київ. 1984;
- Народна кераміка Опішні (до проблеми традицій та інновацій в народних художніх промислах). Львів, 1995;
- Український народний примітив: Образні витоки, національна своєрідність (Попередні роздуми) // Родовід. 1997. Частина 2(16);
- Український народний примітив. Київ. 1999;
- Народна кераміка Опішні на зламі ХІХ–ХХ ст. // Українське мистецтво і архітектура кінця ХІХ — початку ХХ століття. Київ, 2000;
- Осередки подільської кераміки в колекції Музею українського народного декоративного мистецтва // Музеї народного мистецтва та національна культура. Київ, 2006;
- Українська народна кераміка в ансамблі традиційного житла: мальована миска // Українське мистецтвознавство: матеріали, дослідження, рецензії: Збірка наукових праць. Київ, 2008. Випуск 8.

Авторка розділів «Гончарство» в:
- «Історії декоративного мистецтва України» (2007, том 2; 2009, том 3; 2011, тм 4);
- «Історії українського мистецтва» (2010, том 2; 2011, том 3).

Написала низку статей для Енциклопедії сучасної України.